# Вальтер Кройцфельдт
Вальтер Кройцфельдт (нім. Walter Creutzfeldt; 27 травня 1886 — ?) — німецький офіцер-підводник, капітан-лейтенант кайзерліхмаріне.

## Біографія
1 квітня 1905 року вступив на флот. Учасник Першої світової війни. З 9 вересня 1917 по 1 березня 1918 року — командир підводного човна SM UB-72. 3 лютого 1918 року потопив норвезький пароплав Svanfos водотоннажністю 896 тонн, який перевозив кальциновану соду; всі члени екіпажу вціліли. 24 листопада 1919 року звільнений у відставку.

## Звання
- Морський кадет (1 квітня 1905)
- Фенріх-цур-зее (7 квітня 1906)
- Лейтенант-цур-зее (28 вересня 1908)
- Оберлейтенант-цур-зее (5 вересня 1911)
- Капітан-лейтенант (24 квітня 1916)

## Нагороди
- Залізний хрест 2-го класу
- Військовий хрест Фрідріха-Августа (Ольденбург)